# Cinecittà

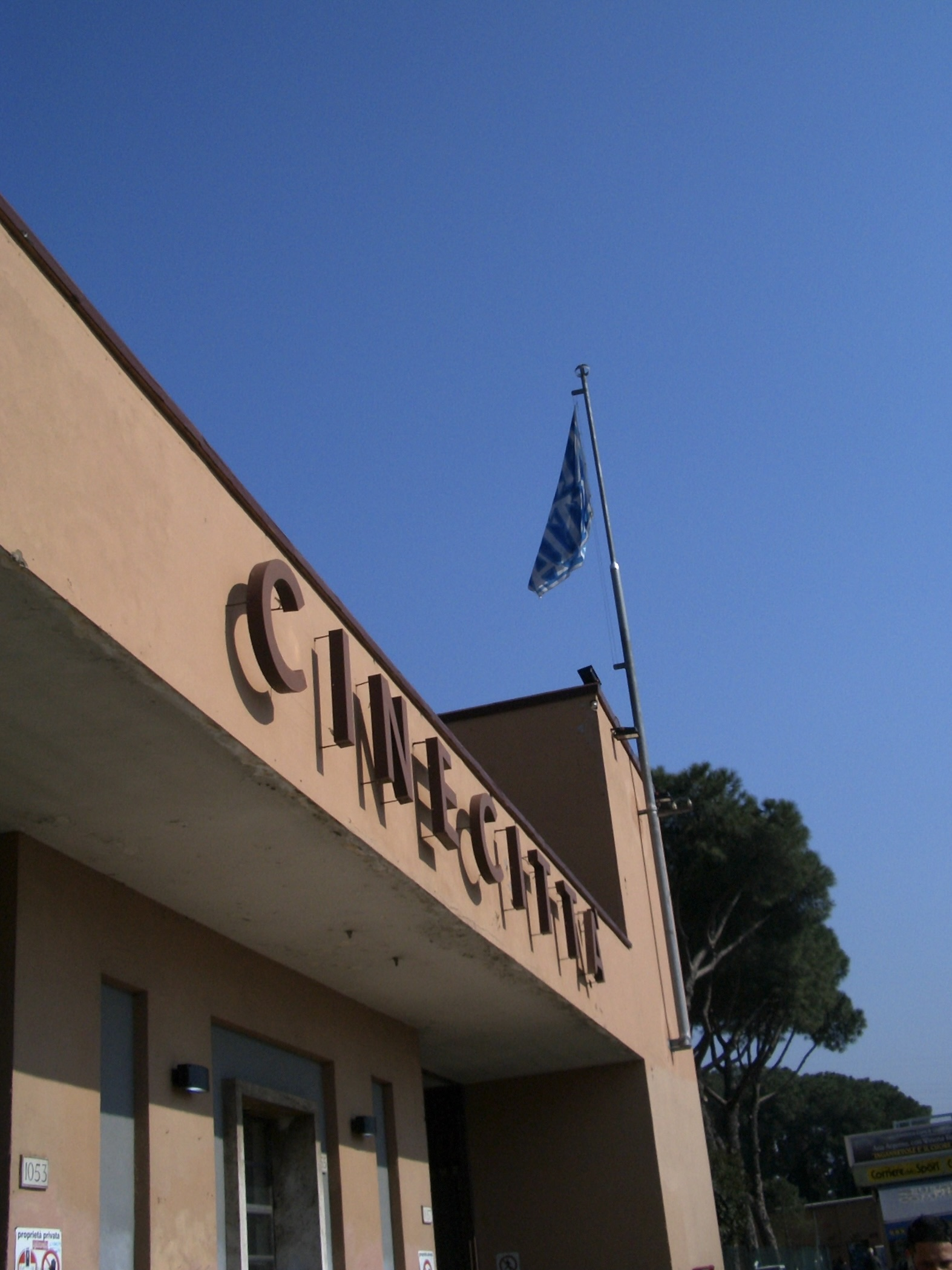
De hoofdingang van Cinecittà

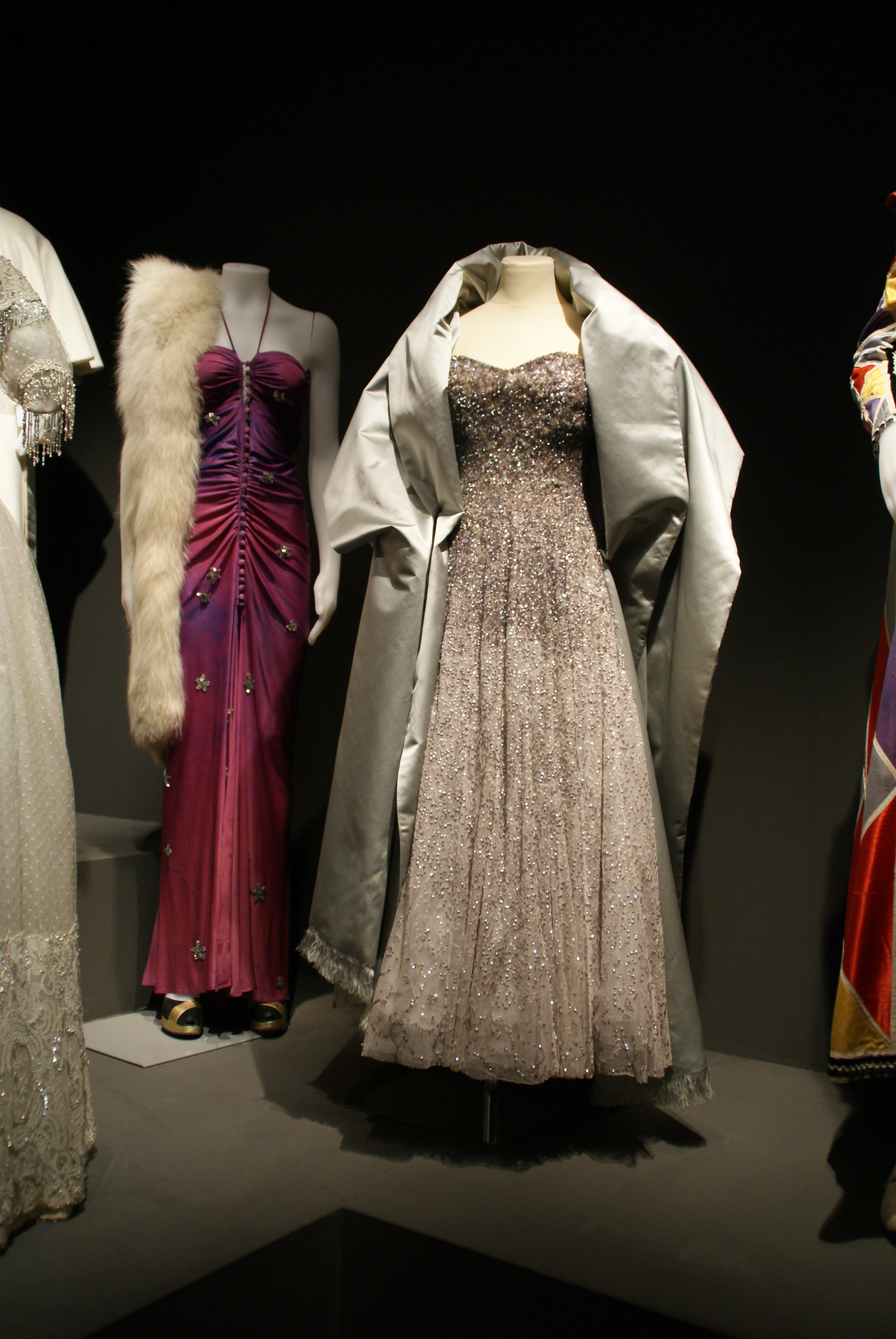
Kostuums van films gedraaid in Cinecittà

Cinecittà (Italiaans voor "Cinema Stad") is een grote filmstudio in Rome. Het is een complex met onder andere pleinen en tuinen, drie restaurants, verscheidene woongebouwen voor leidinggevenden en werknemers, zestien opnamestudio’s en kleedkamers voorzien van alle comfort.

## Geschiedenis
Cinecittà werd op 27 april 1937 opgericht door de Italiaanse leider Benito Mussolini. Cinecittà had als doel tegenwicht te bieden aan de sterke opkomst van de Hollywoodfilms. Een sterk distributienetwerk voor Italiaanse films en de Wet Alfieri, een wet die aan de Italiaanse film een aanzienlijke staatssubsidie bood, moesten hiervoor zorgen. Bovendien werden door middel van tientallen tijdschriften de Italiaanse fimsterren gepromoot. Door deze maatregelen steeg de productie van Italiaanse films naar tachtig per jaar. 
De Nederlandse productie De drie wensen hoorde in de zomer van 1937 bij de eerste films, die in Cinecittà gedraaid werden.
Het fascistische bewind gebruikte de cinema nauwelijks voor propagandadoeleinden. De filmindustrie werd door Mussolini vooral ingezet voor economische doeleinden. Tijdens de Tweede Wereldoorlog werd de filmstudio gebombardeerd. Na de oorlog werden er verschillende grote Amerikaanse filmproducties, zoals Ben-Hur in de jaren 50, opgenomen. Na een periode van bijna bankroet zijn in de jaren 80, werd Cinecittà geprivatiseerd. Daarbij bleven de gebouwen in staatshanden en werd voor het productiebedrijf een speciale naamloze vennootschap opgericht. Sinds de jaren 80 maakt men ook televisieprogramma's.
Op 4 mei 1991 vond in deze studio het Eurovisiesongfestival plaats. 
In 2007 brandde een gedeelte van de openluchtstudio's uit waar onder meer de film Ben Hur is gedraaid. Het werd later herbouwd. In 2008 werd er een aflevering van Doctor Who opgenomen: The Fires of Pompeii en in 2014 opende er het filmgerelateerd attractiepark Cinecittà World.
Cinecittà richt zich nog steeds op filmproducenten maar stelt het park ook open voor toeristen. Die kunnen nagemaakte historische decors bewonderen alsook objecten uit ter plaatse gedraaide films.

## Films
De studio's werden veelvuldig gebruikt door de Italiaanse regisseur Federico Fellini maar ook door internationale filmproducenten.
Een lijst van beroemde films opgenomen in Cinecittà.
- Ben-Hur (1959)
- La dolce vita (1960)
- Cleopatra (1963)
- Once Upon a Time in the West (C'era una volta il West) (1968)
- The Godfather Part III (1990)
- Gangs of New York (2002)
- The Two Popes (2019)